# Per Carleson
Per Hjalmar Ludvig Carleson (* 11. Juli 1917 in Stockholm; † 8. Juni 2004 in Göteborg) war ein schwedischer Degenfechter und Schwimmer.

## Erfolge
Per Carleson war vor seiner Karriere als Fechter im Rückenschwimmen aktiv. 1936 wurde er schwedischer Meister über die 100-Meter-Distanz und hielt über diese zeitweise auch den schwedischen Rekord.
Carleson wurde 1947 in Lissabon, 1949 in Kairo und 1954 in Luxemburg mit der Mannschaft Vizeweltmeister. 1950 in Monte Carlo und 1951 in Stockholm gewann er mit ihr außerdem die Bronzemedaille. Im Einzel gewann er zudem 1949 Bronze. Dreimal nahm er an Olympischen Spielen teil: 1948 erreichte er im Mannschaftswettbewerb mit der schwedischen Equipe die Finalrunde, die er mit Carl Forssell, Bengt Ljungquist, Frank Cervell, Sven Thofelt und Arne Tollbom hinter Frankreich und Italien auf dem Bronzerang beendete. Bei den Olympischen Spielen 1952 in Helsinki zog er mit der Mannschaft erneut in die Finalrunde ein, die auf dem zweiten Platz hinter Italien abgeschlossen wurde. Gemeinsam mit Carl Forssell, Berndt-Otto Rehbinder, Bengt Ljungquist, Lennart Magnusson und Sven Fahlman erhielt Carleson somit die Silbermedaille. Im Einzel wurde er Siebter. Sowohl bei den Spielen 1948 als auch 1952 war Carleson Fahnenträger der schwedischen Delegation bei der Eröffnungsfeier. 1956 beendete er in Melbourne das Einzel erneut auf dem siebten Platz, während er mit der Mannschaft in der Vorrunde ausschied. Dreimal wurde Carleson schwedischer Meister mit dem Degen.